# Filomena
Filomena – imię żeńskie pochodzenia greckiego. Wywodzi się od gr. φίλος („drogi; miły; przyjaciel”) i μενος („męstwo, siła życiowa”). W Polsce stosowane od XIV wieku.
W styczniu 2024 w rejestrze PESEL, wśród publicznie dostępnych danych dotyczących osób żyjących, wykazano 872 kobiety o imieniu Filomena nadanym jako imię pierwsze oraz 740 kobiet noszących imię Filomena jako imię drugie. Dla porównania, najczęściej nadane jako żeńskie imię pierwsze – Anna, nosi 1 072 616 osób.
Filomena imieniny obchodzi: 5 lipca, 10 sierpnia i 11 sierpnia.

## Imię Filomena w innych językach[8]
- łacina – Philomena
- angielski – Philomena
- czeski – Filomèna
- francuski – Philomène
- hiszpański – Filomena
- niemieckl – Filomela, Filomena, Philomena
- rosyjski – Filomena
- słowacki – Filomèna
- słoweński – Filomena
- włoski – Filomena, Filina.

## Kobiety o imieniu Filomena
- Filomena – święta katolicka
- Filomena Bortkiewiczowa – polska historyk
- Filomena Cautela – portugalska aktorka i prezenterka